# تيري تيسو
تيري توسو (19 يناير 1958

 في نويزي لو غراند) (بالفرنسية: Thierry Tusseau)‏ لاعب كرة قدم فرنسي معتزل كان يجيد اللعب في خط الوسط .
لعب توسو في أندية نانت (1977-1983) بوردو (1983-1986) باريس (1986-1988) رانس (1988-1991) .
ساهم توسو في تتويج نادي نانت ببطولة دوري الدرجة الأولى 4 مرات مواسم 1976-1977 ، 1978-1979 ، 1979-1980 ، و1982-1983 وببطولة كأس فرنسا موسم 1978-1979 كما ساهم في تتويج نادي بوردو ببطولة دوري الدرجة الأولى 3 مرات مواسم 1983-1984 ، 1984-1985 ، و1986-1987 وببطولة كأس فرنسا موسم 1986-1987 .
شارك توسو مع منتخب فرنسا في 22 مباراة دولية في الفترة من 1977 إلى 1986 .
تم استدعاء توسو للمشاركة في بطولة كأس الأمم الأوروبية لكرة القدم 1984 التي أقيمت في فرنسا . ساهم توسو في فوز منتخب فرنسا في الدور الأول على منتخبات الدنمارك ، بلجيكا ، ويوغوسلافيا بنتائج 1-0 ، 5-0 ، و3-2 على التوالي . في الدور النصف النهائي تغلبوا على منتخب البرتغال 3-2 وفي المباراة النهائية فازوا على منتخب إسبانيا 2-0 .
تم استدعاء توسو مجددا للمشاركة في بطولة كأس العالم لكرة القدم 1986 التي أقيمت في المكسيك . شارك توسو أساسيا في المباراة الأولى أمام منتخب كندا التي انتهت بالفوز 1-0 ولكنه غاب عن المباراتين التاليتين أمام منتخبي الاتحاد السوفييتي والمجر . في الدور الثمن النهائي شارك بديلا أمام منتخب إيطاليا التي انتهت بالفوز 2-0 وفي الدور الربع النهائي شارك أساسيا أمام منتخب البرازيل حيث انتهت بالفوز 4-3 بركلات الجزاء الترجيحية بعد انتهاء الوقتين الأصلي والإضافي بالتعادل 1-1 . غاب عن مباراة الدور النصف النهائي أمام منتخب ألمانيا الغربية ولكنه كان بديلا في مباراة تحديد صاحب المركز الثالث أمام منتخب بلجيكا التي انتهت بالفوز 4-2 .

## روابط خارجية
- تيري تيسو على موقع الاتحاد الدولي (مؤرشف)  (الإنجليزية)
- تيري تيسو على موقع قاعدة بيانات كرة القدم.إي يو (الإنجليزية)
- تيري تيسو على موقع ناشيونال فوتبول تيمز (الإنجليزية)
- تيري تيسو على موقع عالم كرة القدم.نت (الإنجليزية)